# U-306 (tàu ngầm Đức)
U-306 là một tàu ngầm tấn công  Lớp Type VII thuộc phân lớp Type VIIC được Hải quân Đức Quốc Xã chế tạo trong Chiến tranh Thế giới thứ hai. Nhập biên chế năm 1942, nó đã thực hiện được năm chuyến tuần tra và đánh chìm được một tàu buôn tải trọng 10.218 GRT cùng gây hư hại cho hai tàu buôn với tổng tải trọng 11.195 GRT. Trong chuyến tuần tra cuối cùng trong Đại Tây Dương, U-306 bị các tàu khu trục HMS Whitehall và tàu corvette Geranium của Hải quân Hoàng gia Anh đánh chìm về phía Tây Bắc quần đảo Azores vào ngày 31 tháng 10, 1943.

## Thiết kế và chế tạo

### Thiết kế

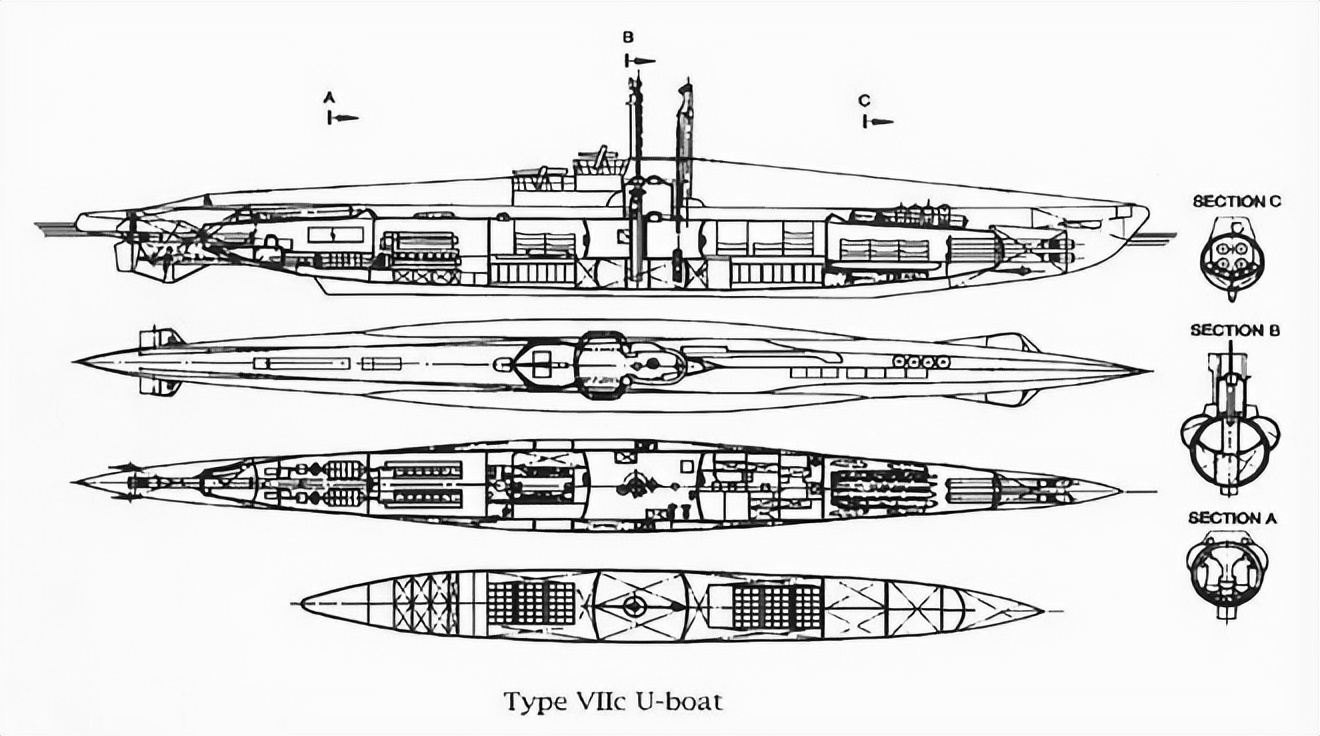
Sơ đồ các mặt cắt một tàu ngầm Type VIIC

Phân lớp VIIC của Tàu ngầm Type VII là một phiên bản VIIB được kéo dài thêm. Chúng có trọng lượng choán nước 769 t (757 tấn Anh) khi nổi và 871 t (857 tấn Anh) khi lặn). Con tàu có chiều dài chung 67,10 m (220 ft 2 in), lớp vỏ trong chịu áp lực dài 50,50 m (165 ft 8 in), mạn tàu rộng 6,20 m (20 ft 4 in), chiều cao 9,60 m (31 ft 6 in) và mớn nước 4,74 m (15 ft 7 in).
Chúng trang bị hai động cơ diesel Germaniawerft F46 siêu tăng áp 6-xy lanh 4 thì, tổng công suất 2.800–3.200 PS (2.100–2.400 kW; 2.800–3.200 bhp), dẫn động hai trục chân vịt đường kính 1,23 m (4,0 ft), cho phép đạt tốc độ tối đa 17,7 kn (32,8 km/h), và tầm hoạt động tối đa 8.500 nmi (15.700 km) khi đi tốc độ đường trường 10 kn (19 km/h). Khi đi ngầm dưới nước, chúng sử dụng hai động cơ/máy phát điện Garbe, Lahmeyer & Co. RP 137/c tổng công suất 750 PS (550 kW; 740 shp). Tốc độ tối đa khi lặn là 7,6 kn (14,1 km/h), và tầm hoạt động 80 nmi (150 km) ở tốc độ 4 kn (7,4 km/h). Con tàu có khả năng lặn sâu đến 230 m (750 ft).
Vũ khí trang bị có năm ống phóng ngư lôi 53,3 cm (21 in), bao gồm bốn ống trước mũi và một ống phía đuôi, và mang theo tổng cộng 14 quả ngư lôi, hoặc tối đa 22 quả thủy lôi TMA, hoặc 33 quả TMB. Tàu ngầm Type VIIC bố trí một hải pháo 8,8 cm SK C/35 cùng một pháo phòng không 2 cm (0,79 in) trên boong tàu. Thủy thủ đoàn bao gồm 4 sĩ quan và 40-56 thủy thủ.

### Chế tạo
U-306 được đặt hàng vào ngày 20 tháng 1, 1941, và được đặt lườn tại xưởng tàu của hãng Flender Werke ở Lübeck vào ngày 16 tháng 9, 1941. Nó được hạ thủy vào ngày 29 tháng 8, 1942, và nhập biên chế cùng Hải quân Đức Quốc Xã vào ngày 21 tháng 10, 1942 dưới quyền chỉ huy của Hạm trưởng, Trung úy Hải quân Claus von Trotha.

## Lịch sử hoạt động
Sau khi hoàn tất việc chạy thử máy và huấn luyện trong thành phần Chi hạm đội U-boat 8, U-306 được điều sang Chi hạm đội U-boat 1 từ ngày 1 tháng 3, 1943 để hoạt động trên tuyến đầu.

### Chuyến tuần tra thứ nhất
U-306 khởi hành từ cảng Kiel vào ngày 25 tháng 2 cho chuyến tuần tra đầu tiên trong chiến tranh, tiến ra Bắc Hải rồi băng qua khe GIUK giữa quần đảo Faroe và Iceland để hoạt động tại vùng biển Bắc Đại Tây Dương về phía Đông Nam Greenland. Ở vị trí về phía Đông Nam mũi Farewell, Greenland, vào ngày 22 tháng 4, nó tấn công và đánh chìm chiếc tàu buôn Anh Amerika 10.218 GRT vốn bị phân tán khỏi Đoàn tàu HX 234 tại tọa độ 57°30′B 42°50′T / 57,5°B 42,833°T. Sang ngày hôm sau nó tiếp tục gây hư hại cho chiếc tàu buôn Anh Silvermaple 5.313 GRT cùng thuộc Đoàn tàu HX 234. Chiếc tàu ngầm kết thúc chuyến tuần tra và đi đến cảng Brest bên bờ Đại Tây Dương của Pháp đã bị Đức chiếm đóng, đến nơi vào ngày 9 tháng 5.

### Chuyến tuần tra thứ hai
U-306 xuất phát từ Brest vào ngày 10 tháng 6 cho chuyến tuần tra thứ hai, và chuyển sang hoạt động tại vùng biển giữa Đại Tây Dương ngoài khơi bờ biển Tây Phi cho đến tận Guiné-Bissau. Ở vị trí ngoài khơi Gambia vào ngày 16 tháng 7, nó phóng ngư lôi tấn công và gây hư hại chiếc tàu buôn Anh Kaipara 5.882 GRT thuộc Đoàn tàu SL 133. Chiếc tàu ngầm kết thúc chuyến tuần tra tại cảng Lorient cùng tại bờ biển của Pháp vào ngày 11 tháng 8.

### Chuyến tuần tra thứ ba và thứ tư
Chuyến tuần tra thứ ba của U-306 chỉ là sự thay đổi căn cứ hoạt động từ Lorient trở lại Brest trong các ngày 23 và 24 tháng 9. Chiếc tàu ngầm lại có một chuyến tuần tra ngắn tiếp theo dọc bờ biển Pháp từ ngày 7 đến ngày 10 tháng 10, cùng xuất phát và kết thúc tại Brest. Trong cả hai chuyến này nó đều không đánh chìm được mục tiêu nào. 

### Chuyến tuần tra thứ năm - Bị mất
U-306 xuất phát từ cảng Brest vào ngày 14 tháng 10 cho chuyến tuần tra thứ năm, cũng là chuyến cuối cùng, để hoạt động trong Đại Tây Dương về phía Tây Nam Ireland. Trong vùng biển về phía Đông Bắc quần đảo Azores vào ngày 31 tháng 10, 1943, U-306 bị các tàu khu trục HMS Whitehall và tàu corvette Geranium của Hải quân Hoàng gia Anh thả mìn sâu đánh chìm tại tọa độ 46°19′B 20°44′T / 46,317°B 20,733°T. Toàn bộ 51 thành viên thủy thủ đoàn của U-306 đều tử trận. 

### "Bầy sói" tham gia
U-306 từng tham gia ba bầy sói:
- Seeteufel (21 - 30 tháng 3, 1943)
- Meise (15 - 26 tháng 4, 1943)
- Schill (25 - 31 tháng 10, 1943)

### Tóm tắt chiến công
U-306 đã đánh chìm được một tàu buôn tải trọng 10.218 GRT cùng gây hư hại cho hai tàu buôn với tổng tải trọng 11.195 GRT:
| Ngày             | Tên tàu     | Quốc tịch      | Tải trọng | Số phận      |
| ---------------- | ----------- | -------------- | --------- | ------------ |
| 22 tháng 4, 1943 | Amerika     | United Kingdom | 10.218    | Bị đánh chìm |
| 23 tháng 4, 1943 | Silvermaple | United Kingdom | 5.313     | Bị hư hại    |
| 16 tháng 7, 1943 | Kaipara     | United Kingdom | 5.882     | Bị hư hại    |